# 佐土原城
佐土原城（さどわらじょう）は、宮崎県宮崎市佐土原町上田島にあった日本の城。伊東四十八城の一つ。江戸時代には佐土原藩の藩庁となった。
佐土原城跡の名称で2004年（平成16年）9月30日に国の史跡に指定された。

## 概要
14世紀半ばごろに伊東氏の一族田島休助によって田島城（たじまじょう）として建てられた。
1427年（応永34年）頃、田島氏に代わり日向国に勢力を伸ばしていた本家筋の伊東氏の伊東祐賀が入城。佐土原氏を名乗る（このころから通称として佐土原城とよばれだした）。さらに1480年（文明12年）に伊東本家筋から伊東祐国が佐土原氏の養子に入り、正式に伊東氏が田島城（佐土原城）を支配。伊東四十八城の一つに位置づけられた。
1536年（天文5年）に焼失。（1542年（天文11年）から1543年（天文12年））に、田島城（佐土原城）の跡地に新しく鶴松城（かくしょうじょう）として建てられた（通称は佐土原城）。西（現在の宮崎県西都市都於郡）にある伊東家の居城都於郡城と並ぶほどの城に整備される。
その後、伊東氏は島津義久の侵略により豊後国に一時的に退去した際、義久の実弟島津家久が城主として入った（高城の合戦）。
1587年（天正15年）に豊臣秀吉の島津氏に対する九州平定により、島津義久は秀吉に完敗し降伏する。その直後に家久は急死（死因については暗殺などの諸説ある）、息子豊久が城主となる。
1600年（慶長5年）の関ヶ原の戦いで島津家は西軍に参加。豊久は討死し、徳川家康の家臣、庄田三太夫が預かるという形になった。その後1603年（慶長8年）に島津以久が3万石を領して入封、以後明治まで領した。
1625年（寛永2年）に2代藩主島津忠興の代に、山の上の建物を壊して、山の下へ城を移した。その理由は、城郭の老朽化による修繕費増大により、藩の財政では維持ができなくなったことと、1615年（元和元年）の武家諸法度の発令による大名の城郭に対する規則（新規築城禁止・居住補修の届け出）が考えられる。この際に正式名称が本家の鶴丸城と同様に「鶴」の文字をおいた松鶴城（しょうかくじょう）となる（通称は佐土原城）。
1870年（明治3年）に広瀬（現・宮崎市佐土原町広瀬）に移転したため、建造物は全て破却された。ちなみに移転先の広瀬城も廃藩置県のため未完のまま取り壊された。
1993年（平成5年）、発掘調査の成果をもとに二の丸御殿の一部が復元された。
2017年（平成29年）4月6日、続日本100名城（196番）に選定された。
2018年（平成30年）、台風24号により佐土原城跡登城路で大規模崩落が発生。2021年（令和3年）3月7日に再開放される。

## 天守
江戸時代に書かれたと思われる佐土原城を描いた屏風には、二の丸とおぼしき場所に立派な鯱を持つ三重の櫓が見られる。「南九州には天守のある城は無い」「天守は本丸にある」というのが常識と思われていたため、この屏風の信憑性が疑われていたが、1996年（平成8年）の発掘で天守台跡と金箔瓦の破片が見つかり、佐土原城には天守に当たる建物があったことが確実となった。日本最南端の天守台として確認された。
島津忠興が佐土原藩政庁を城の麓に移したときに廃棄された。
天守は、伊東義祐が城を整備した頃に作られたという説もあるが、豊臣政権下の島津豊久の時代であるという説も、徳川政権下の佐土原藩の時代ではないかという説もあり、今後の出土物の調査や文献の発見に期待がかけられている。現在の天守台跡からは伊東時代の瓦や、それよりも新しい時代の瓦が混在して出土しており、はっきりしたことはわかっていない。